# Hama (entreprise)
Pour les articles homonymes, voir Hama (homonymie).

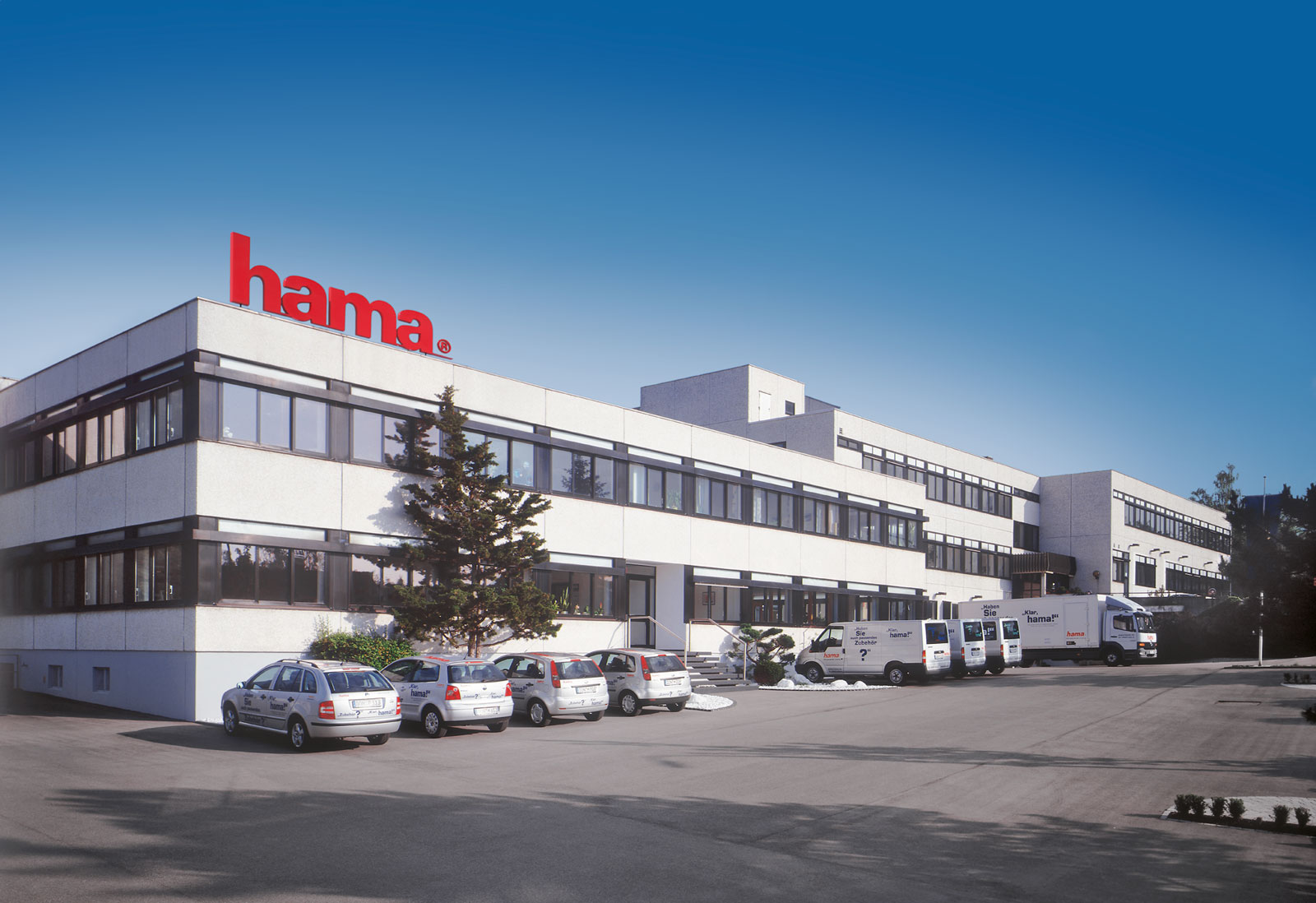
Vue sur le bâtiment administratif de Hama GmbH & Co KG

Hama GmbH & Co KG est un distributeur allemand d'accessoires spécialisé dans de nombreux domaines dont la photographie, la vidéo, l'audio, le multimédia, l'informatique et les télécommunications. La société agit également en tant que distributeur de différentes gammes de produits. Hama emploie environ 2 500 personnes dans le monde, 1 500 employés travaillent au siège social à Monheim, Bavière, Allemagne. Hama est représenté par 17 filiales et de nombreuses agences commerciales en Europe et au-delà. La filiale française est située à Chessy, en Seine-et-Marne.
Parmi les produits fabriqués par Hama figurent :
- des filtres ;
- des trépieds ;
- des cartes mémoire ;
- des sacs pour appareils photo ;
- des écouteurs ;
- des flash et accessoires de studio ;
- des câbles AV (coaxiaux et SCART) ;

ainsi que divers accessoires informatiques, y compris des périphériques et des câbles USB, FireWire et Ethernet et d'autres articles divers.

## Histoire

### Formation
En 1923, le jeune photographe de 18 ans Martin Hanke fonde à Dresde la Hamaphot KG (société en commandite), spécialisée dans les accessoires photo. Lorsque Dresde a été bombardée pendant la Seconde Guerre mondiale, l'entreprise a été détruite. Elle a été reconstruite à Monheim en 1945. En 1958, le premier dispositif de poudre flash synchronisé a été présenté, en 1972 le premier colleur de film automatique au monde. Trois ans plus tard, le système de montage de glissière Hamafix est arrivé sur le marché. En 1990, Hama a créé sa filiale britannique Hama PVAC Ltd. (Hama Photo, Video, Audio, Communications) et devient le distributeur britannique des produits Celestron, Tasco, Sandisk, Vivitar et Koss. En 1991, Hama lance le Videocut 200 qui - selon les représentants de l'entreprise - était à l'époque l'appareil de montage vidéo le plus vendu en Europe. En 1993, le nom de la société est passé de Hamaphot à Hama. Deux ans plus tard, le support de téléphone portable MobileSafe est mis sur le marché. À partir du milieu des années 1990, la société commercialise des cartables et des sacs à dos scolaires : en 2011, elle est la troisième marque la plus vendue en Allemagne sur ce marché.
En 1998, la société célèbre son soixante-quinzième anniversaire. Elle change son logo en 2021.
Aujourd'hui, la gamme de produits ne comprend pas seulement des articles pour les applications photo et vidéo, mais aussi des accessoires des domaines de l'audiovisuel, du multimédia, des consoles de jeux, des télécommunications et d'un certain nombre d'autres domaines.

## Produits Hama majeurs

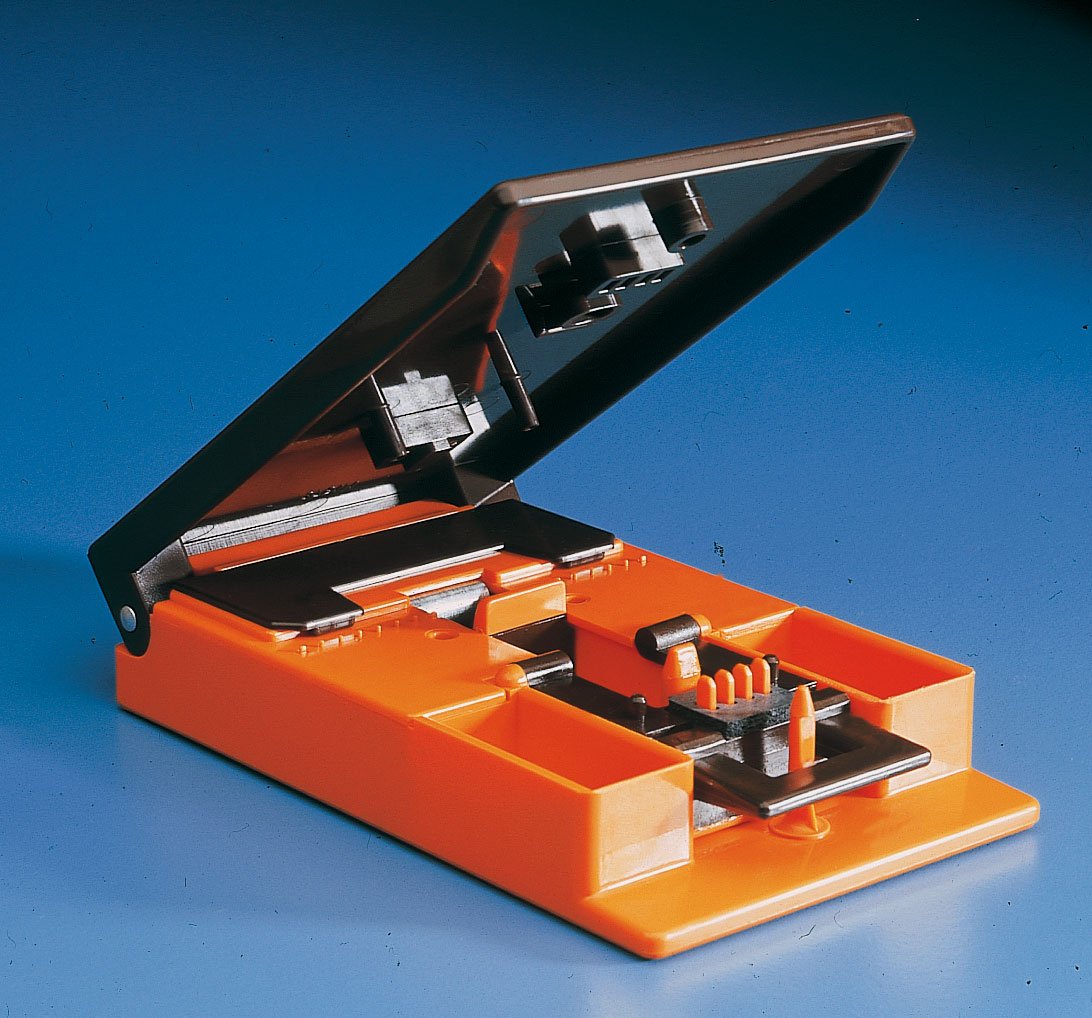
Colleuse de film automatisée Cinepress (1972)
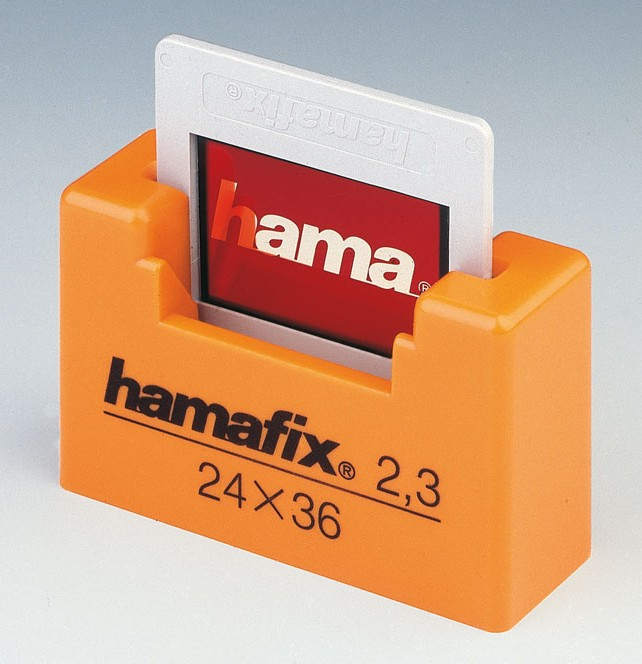
Dispositif de montage coulissant HamaFix (1975)
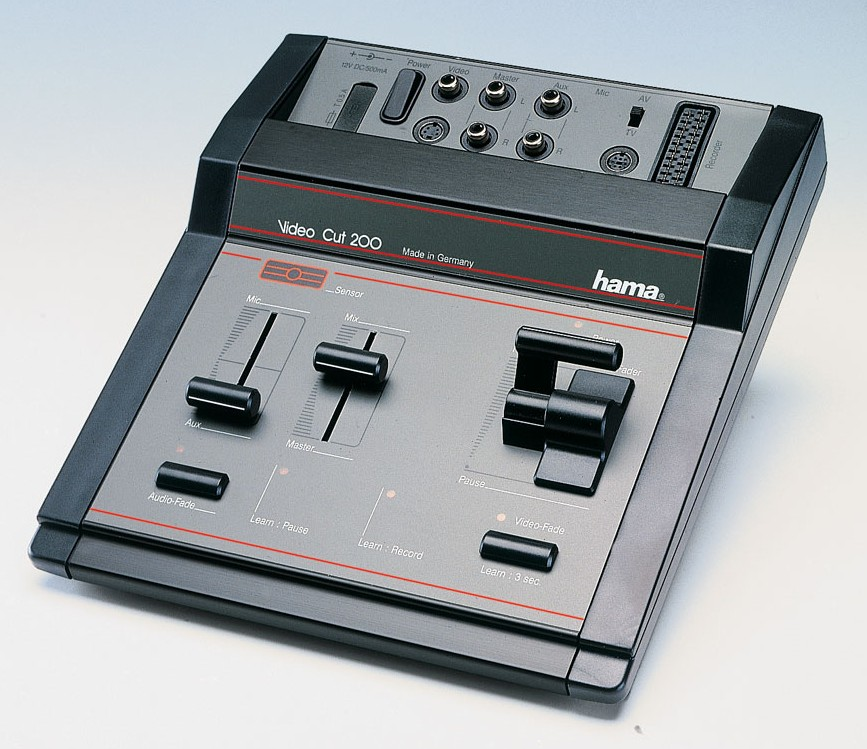
Appareil de découpe vidéo Videocut 200 (1991)
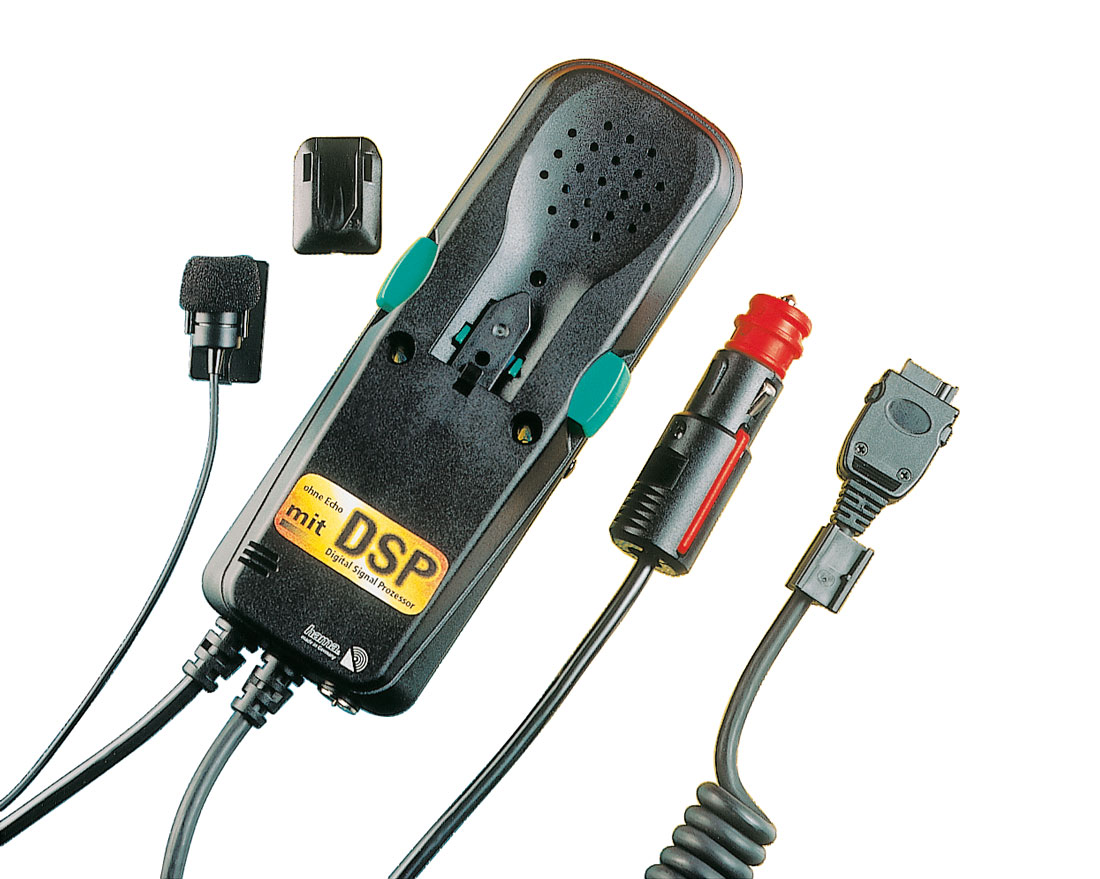
Support de téléphone portable/Système de fixation MobilSafe (1995)
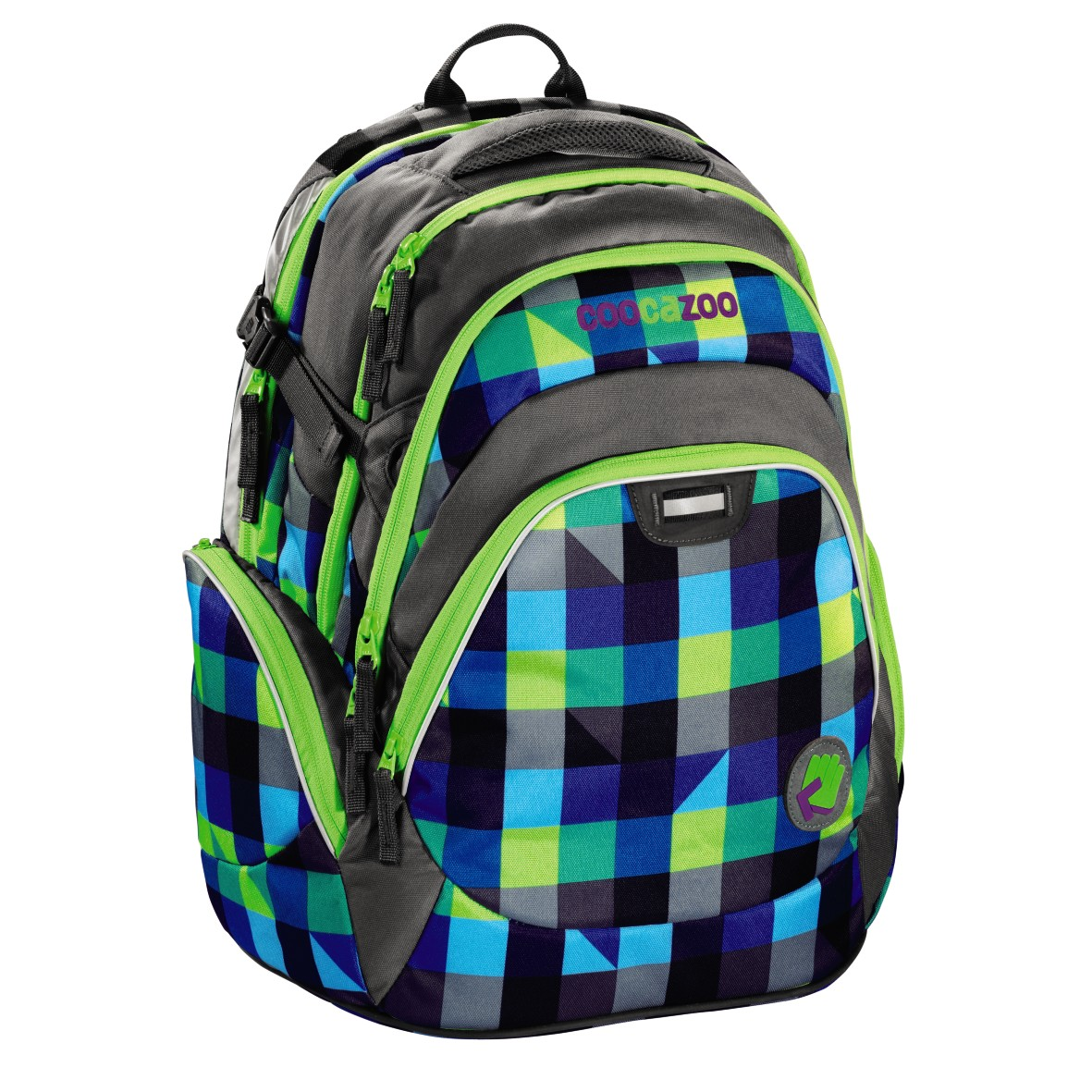
Cartables et sacs à dos depuis le milieu des années 1990

## Marques
En plus de la marque Hama, l'entreprise vend des produits sous les marques suivantes (liste non exhaustive) :
- Xavax : petit électroménager et accessoires[6] ;
- Avinity : câbles audio/vidéo[7] ;
- Step by Step[4] et Coocazoo[8] : cartables et sacs à dos scolaires.